# コレステロールモノオキシゲナーゼ (側鎖開裂)
コレステロールモノオキシゲナーゼ (側鎖開裂)（cholesterol monooxygenase (side-chain-cleaving)）は、ステロイドホルモン生合成酵素の一つで、次の化学反応を触媒する酸化還元酵素である。
コレステロール + 還元型アドレナルフェレドキシン + O2 {\displaystyle \rightleftharpoons } プレグネノロン + 4-メチルペンタナール + 酸化型アドレナルフェレドキシン + H2O
この酵素の基質はコレステロール、還元型アドレナルフェレドキシン、O2で、生成物はプレグネノロン、4-メチルペンタナール、酸化型アドレナルフェレドキシンとH2Oである。補因子としてヘムを用いる。
組織名はcholesterol,reduced-adrenal-ferredoxin:oxygen oxidoreductase (side-chain-cleaving)で、別名にcholesterol desmolase、cytochrome P-450scc、desmolase, steroid 20-22、C27-side chain cleavage enzyme、cholesterol 20-22-desmolase、cholesterol C20-22 desmolase、cholesterol side-chain cleavage enzyme、cholesterol side-chain-cleaving enzyme、enzymes, cholesterol side-chain-cleaving、steroid 20-22 desmolase、steroid 20-22-lyaseがある。